# Le Peuchapatte
Le Peuchapatte (toponimo francese) è una frazione del comune svizzero di Muriaux, nel Canton Giura (distretto delle Franches-Montagnes).

## Storia

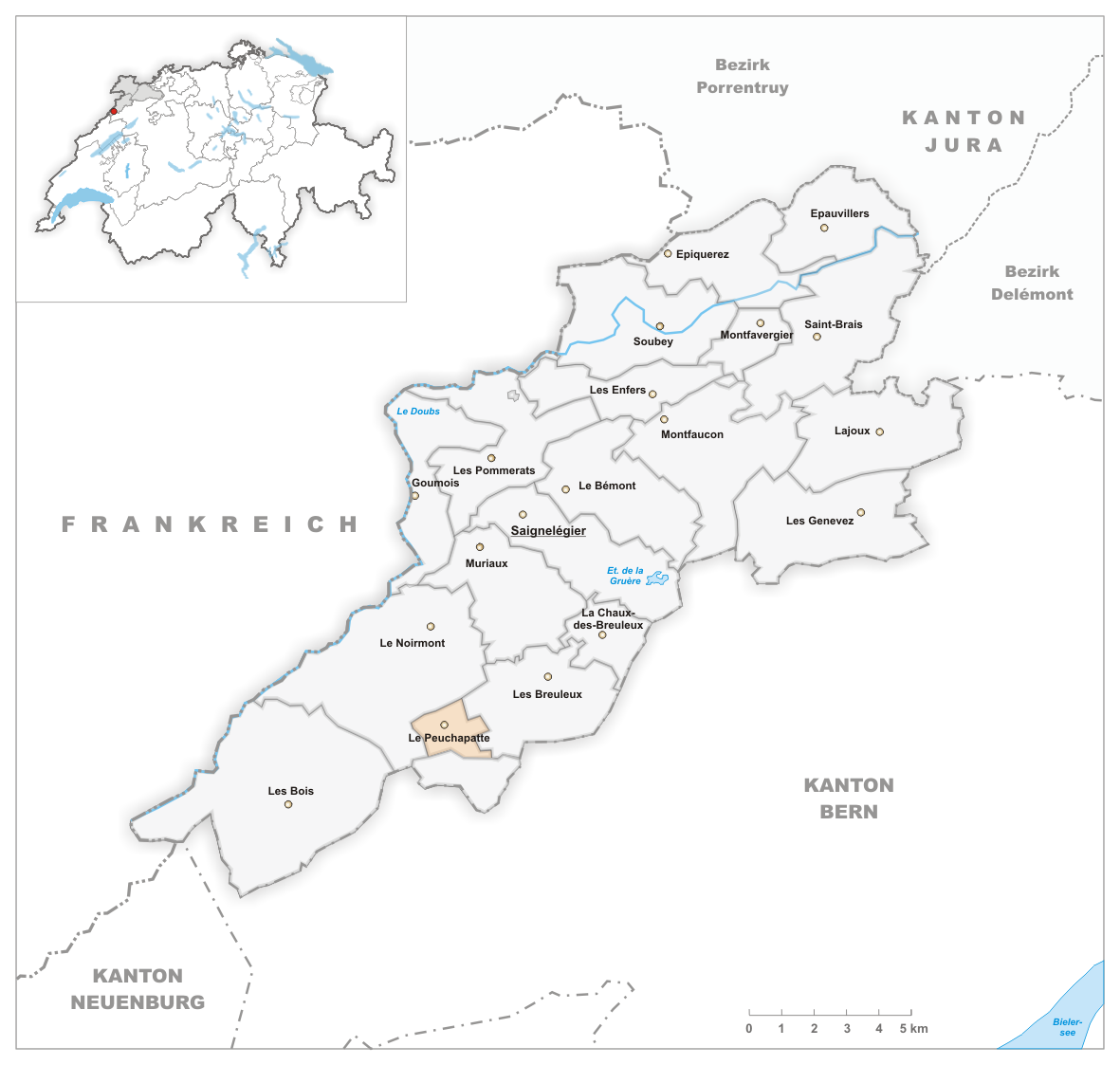
Il territorio del comune di Le Peuchapatte prima degli accorpamenti comunali del 2009

Già comune autonomo che si estendeva per 2,57 km², il 1º gennaio 2009 è stato accorpato a Muriaux.

## Monumenti e luoghi d'interesse

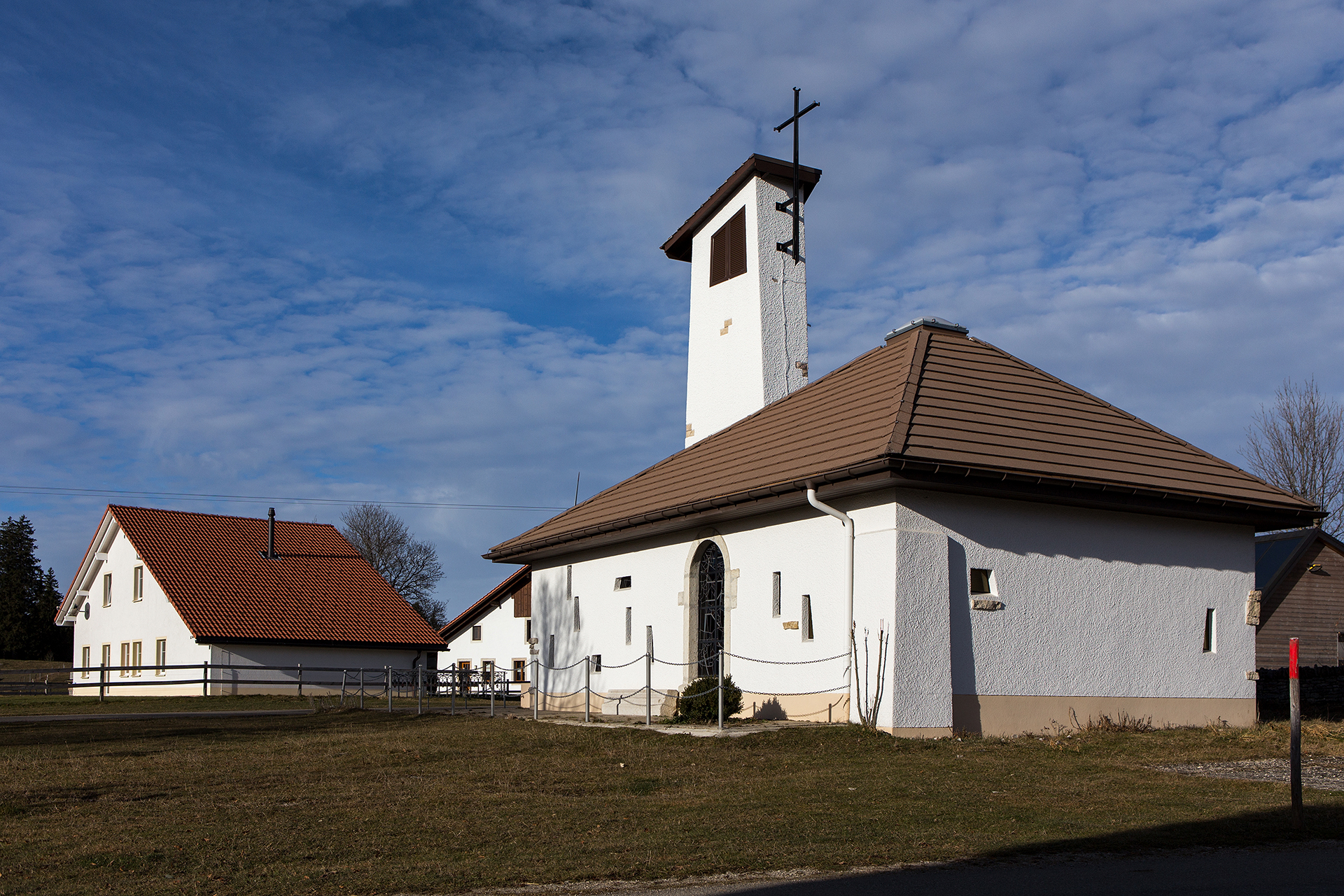
La cappella

- Cappella votiva, eretta nel 1883 e ricostruita nel 1971 [1].

## Società

### Evoluzione demografica
L'evoluzione demografica è riportata nella seguente tabella:
Abitanti censiti

## Amministrazione
Ogni famiglia originaria del luogo fa parte del cosiddetto comune patriziale e ha la responsabilità della manutenzione di ogni bene ricadente all'interno dei confini del comune.